# Episodi di Steven Universe (terza stagione)
Inizialmente nota come "stagione 2B", la terza stagione di Steven Universe è andata in onda negli Stati Uniti a giugno del 2016 ed era originariamente composta di ventisei episodi. I titoli provvisori degli episodi della stagione furono pubblicati sul sito americano di Cartoon Network tra gli episodi della seconda stagione, ma l'allora direttore all'animazione Ian Jones-Quartey aggiunse che queste informazioni, non essendo ufficiali, avrebbero dovute essere prese come tali. A febbraio 2016 trapelarono in rete alcuni spezzoni riguardanti i due episodi "Super Watermelon Island" e "Barn Mates", gli episodi 80 e 82. Un mese dopo, Matt Burnett diede la notizia sul suo profilo Twitter che la stagione 2B sarebbe diventata la terza, e pubblicando anche un collegamento nel quale venne annunciato che la serie sarebbe stata rinnovata fino alla quinta stagione, inizialmente prevista per il 2018.
Il 23 aprile, tramite i loro social network, Rebecca Sugar e Matt Burnett annunciarono che la terza stagione sarebbe iniziata il 12 maggio 2016 con un evento speciale di quattro settimane chiamato "In Too Deep", nel quale sarebbero andati in onda i primi cinque episodi. In Francia, gli episodi dall'83 all'85 furono pubblicati sul sito di Cartoon Network, una settimana prima della messa in onda americana dello stesso episodio 83. In Italia, la stagione è andata in onda in prima visione dal 10 giugno 2016 all'8 gennaio 2017 sempre sulla rete Cartoon Network.
Dopo una pausa in seguito ai primi cinque episodi la serie riprese la messa in onda regolare dal 18 luglio 2016 con un evento chiamato "Summer of Steven" (pubblicizzato anche con il nome di "Steven's Summer Adventures"), con il quale venne programmata la conclusione della terza stagione prima dell'inizio di settembre.
Con la prosecuzione degli episodi è stato deciso che la serie ne sarebbe stata invece composta di venticinque (ventiquattro più lo speciale "Bismuth", di durata doppia), rendendo gli episodi "Kindergarten Kid" e "Know Your Fusion" i primi due della quarta stagione pur mantenendoli i due conclusivi del "Summer of Steven".
Con lo speciale "Bismuth" (o per meglio dire con la sua seconda parte), inoltre, Cartoon Network ha festeggiato il centesimo episodio della serie, anche se questo però è un errore di calcolo: infatti Cartoon Network conta come "episodio" tutti i corti della serie "aggiungendo" alla stessa un episodio che difatti non esiste in quanto, nella numerazione ufficiale degli episodi, è "Beta" a essere il centesimo.
| Nº tot.            | Nº    | Titolo originale                 | Titolo italiano                  | Prima TV USA   | Prima TV Italia  | Sinossi |
| ------------------ | ----- | -------------------------------- | -------------------------------- | -------------- | ---------------- | --- |
| 80                 | 1     | Super Watermelon Island (Part 1) | L'isola dei super cocomeri       | 12 maggio 2016 | 10 giugno 2016   | Steven scopre cos'è successo alle angurie senzienti che ha creato. |
| 81                 | 2     | Gem Drill (Part 2)               | Al centro della Terra            | 12 maggio 2016 | 14 giugno 2016   | Steven intraprende un viaggio nelle profondità terrestri. |
| 82                 | 3     | Same Old World                   | Tutto cambia                     | 19 maggio 2016 | 21 giugno 2016   | Steven fa un volo attorno al mondo. |
| 83                 | 4     | Barn Mates                       | Dissapori tra Gemme              | 26 maggio 2016 | 21 giugno 2016   | Steven cerca di fare andare d'accordo due amici al fienile. |
| 84                 | 5     | Hit the Diamond                  | Umani contro Rubini              | 2 giugno 2016  | 6 luglio 2016    | Steven e le Gemme si impegnano in una partita a baseball vecchio stile. |
| 85                 | 6     | Steven Floats                    | Un potere nuovo                  | 18 luglio 2016 | 28 giugno 2016   | Steven è così euforico di tornare a casa da saltare per la gioia, saltando un po' troppo in alto.                                                                             |
| 86                 | 7     | Drop Beat Dad                    | Da padre a figlio                | 18 luglio 2016 | 6 dicembre 2016  | Steven aiuta Panna Acida a preparare uno spettacolo, anche se Codagialla non accetta che faccia il DJ.                                                                        |
| 87                 | 8     | Mr. Greg                         | Il signor Greg                   | 19 luglio 2016 | 7 dicembre 2016  | Steven, Greg e Perla vanno a Empire City per vivere la bella vita. |
| 88                 | 9     | Too Short to Ride                | Troppo bassi per salire          | 20 luglio 2016 | 6 dicembre 2016  | Steven e Ametista vanno al parco giochi di Beach City, ma i problemi sopraggiungono quando il loro amico si rivela troppo basso per potere fare un giro sulle montagne russe. |
| 89                 | 10    | The New Lars                     | Scambio di persona               | 21 luglio 2016 | 7 dicembre 2016  | Steven da una ventata di aria fresca alla vita di Lars. |
| 90                 | 11    | Beach City Drift                 | Corsa a Beach City               | 22 luglio 2016 | 9 dicembre 2016  | Steven e Connie partecipano a una corsa automobilistica ad alta velocità con il loro più acerrimo rivale.                                                                     |
| 91                 | 12    | Restaurant Wars                  | Il ristorante di Steven          | 25 luglio 2016 | 9 dicembre 2016  | Steven deve aiutare le famiglie Fryman e Pizza a risolvere la riaccesa rivalità tra i rispettivi ristoranti.                                                                  |
| 92                 | 13    | Kiki's Pizza Delivery Service    | Kiki, consegne a domicilio       | 26 luglio 2016 | 9 dicembre 2016  | Quando Steven entra per caso nei sogni di Kiki e la salva da una mostruosa pizza gigante, lei gli chiede di aiutarla con quello che è un ricorrente sogno da stress.          |
| 93                 | 14    | Monster Reunion                  | Un'amica ritrovata               | 27 luglio 2016 | 9 dicembre 2016  | Steven si riunisce con un vecchio amico, Scaramillo. |
| 94                 | 15    | Alone at Sea                     | Gita in barca                    | 28 luglio 2016 | 12 dicembre 2016 | Steven e Greg vanno a fare un giro in barca e si ritrovano in acque pericolose.                                                                                               |
| 95                 | 16    | Greg the Babysitter              | Greg il babysitter               | 29 luglio 2016 | 12 dicembre 2016 | Steven scopre la storia di come Greg abbia iniziato l'attività all'autolavaggio.                                                                                              |
| 96                 | 17    | Gem Hunt                         | La prima missione di Connie      | 1º agosto 2016 | 13 dicembre 2016 | Steven e Connie inseguono un mostro Gemma nelle selve ma le sue tracce li conducono a un mistero.                                                                             |
| 97                 | 18    | Crack the Whip                   | Pausa dagli allenamenti          | 2 agosto 2016  | 13 dicembre 2016 | Ametista è responsabile di Steven e Connie e non ci sarà alcun allenamento quando c'è lei!                                                                                    |
| 98                 | 19    | Steven vs. Amethyst              | Steven contro Ametista           | 3 agosto 2016  | 20 dicembre 2016 | Steven e Ametista entrano in competizione mentre si allenano con Perla. |
| 99a-99b (speciale) | 20-21 | Bismuth                          | Bismuth: Una vecchia Crystal Gem | 4 agosto 2016  | 24 dicembre 2016 | Steven scopre qualcosa che le Gemme ritenevano dimenticato nella criniera di Leone.                                                                                           |
| 100                | 22    | Beta (Part 1)                    | Beta                             | 8 agosto 2016  | 24 dicembre 2016 | Steven e Ametista visitano alcuni amici in campagna ma Ametista non è in sé.                                                                                                  |
| 101                | 23    | Earthlings (Part 2)              | Una nemica corrotta              | 8 agosto 2016  | 20 dicembre 2016 | Ametista esige vendetta con una resa dei conti nel Giardino d'infanzia. |
| 102                | 24    | Back to the Moon                 | Ritorno sulla Luna               | 9 agosto 2016  | 26 dicembre 2016 | Steven e le Gemme visitano ancora la base lunare. |
| 103                | 25    | Bubbled                          | Nella bolla                      | 10 agosto 2016 | 8 gennaio 2017   | Steven è abbandonato in una bolla protettiva. |